# Franz Bydlinski
Franz Bydlinski (20. listopadu 1931 v Rybniku – 7. února 2011 na Gran Canaria) byl rakouský právník, jeden z nejvýznamnějších teoretiků rakouského soukromého práva
Pocházel z hornoslezské německo-polské rodiny, která se roku 1941 přestěhovala do Štýrska. Vstudoval právo ve Štýrském Hradci. Působil na univerzitách ve Štýrském Hradci, Bonnu a ve Vídni. V letech 1963–1988 byl šéfredaktorem časopisu Juristische Blätter.
Jeho nejvýznamnějším dílem je tzv. trilogie: „Juristische Methodenlehre und Rechtsbegriff“ (1989), „Fundamentale Rechtsgrundsätze“ (1988) a „System und Prinzipien des Privatrechts“ (1996).